# Lin Dan
Lin Dan (Longyan, 14 oktober 1983) is een Chinees badmintonner. Hij is van Hakka afkomst. Hijzelf is niet christelijk. De tatoeage van het kruis op zijn arm is slechts een blijk van respect aan zijn christelijke oma.
Hij won in 2006, 2007, 2009, 2011, 2012 en 2013 de wereldtitel in het herenenkelspel. Lin won goud op de Olympische Zomerspelen 2008, door in de finale de Maleisiër Lee Chong Wei met 21-12 en 21-8 te verslaan, en op die van 2012, door Wei met 15-21, 21-10, 21-19 te verslaan.
Lin won voor het eerst een World Grand Prix-wedstrijd in 2002, de Noonnoppi Korea Open. In de jaren daarop volgden meer dan 26 daaropvolgende Grand Prix-titels, waaronder zes keer die op de All England Open. In 2004 haalde Lin voor het eerst de eerste plaats op de wereldranglijst.
Na het behalen van zijn tweede Olympische gouden medaille, speelde Lin Dan geen officiële wedstrijden meer. Op zijn rentree tijdens de Wereldkampioenschappen 2013, versloeg hij in de finale de nummer 1 op de wereldranglijst, Lee Chong Wei, met 21-16, 13-21, 20-17 (na opgave).
Lin is linkshandig. Hij is getrouwd met Xie Xingfang, een Chinese badmintonspeelster die net als Lin meerdere wereldtitels won.

## Medailles op Olympische spelen en wereldkampioenschappen
| Logo van de Olympische Spelen | Onderdeel        | Resultaat |
| ----------------------------- | ---------------- | --------- |
| 2008                          | Mannen enkelspel | Goud      |
| 2012                          | Mannen enkelspel | Goud      |
| WK                            | Onderdeel        | Resultaat |
| 2005                          | Mannen enkelspel | Zilver    |
| 2006                          | Mannen enkelspel | Goud      |
| 2007                          | Mannen enkelspel | Goud      |
| 2009                          | Mannen enkelspel | Goud      |
| 2011                          | Mannen enkelspel | Goud      |
| 2013                          | Mannen enkelspel | Goud      |
| 2017                          | Mannen enkelspel | Zilver    |

- Library of Congress Control Number: no2012153518
- Virtual International Authority File: 294719112
- WorldCat: E39PBJht8qYT4tJdhcQvk9TJXd

1992: Alan Budikusuma ·
1996: Poul-Erik Høyer Larsen ·
2000: Ji Xinpeng ·
2004: Taufik Hidayat ·
2008: Lin Dan ·
2012: Lin Dan ·
2016: Chen Long ·
2020: Viktor Axelsen ·
2024: Viktor Axelsen